# 사다리차
사다리소방차
사다리차는 높은 건물에 필요한 물건을 올리기 위한 사다리를 갖춘 특장차를 의미한다. 주로 이사를 위해 쓰이는 차종인만큼 이사를 담당하는 회사가 쓰지만 건물의 화재를 진압하기 위한 소방차의 사다리차도 존재한다.

## 특징
높은 건물에 필요한 물건을 올리기 위한 사다리를 갖춘 차량인만큼 주로 이사를 위해 쓰이며 그로 인해 이사를 담당하는 회사들이 운용한다. 주로 아파트나 빌라와 같은 공동 주택에서 많이 볼 수가 있고 이삿짐을 운반하는 차종인 익스탑차와 호루탑차와도 자주 보이는 차종이다. 이사를 위해 쓰이는 사다리차는 주로 1톤에서 5톤 화물차를 특장한다. 건물의 화재를 진압하기 위한 소방차의 사다리차도 존재하는데 소방당국에서 운영하는 사다리차는 주로 아파트나 마천루와 같이 높은 건물에서 화재가 발생했을 때를 대비해 인명구조에도 필요하기 때문에 높은 곳에서 구조한 사람과 소방관이 탈 수가 있는 바스켓의 장비와 화재 진압에 필요한 방수포를 같이 구비하고 있다. 소방용의 사다리차는 크게 고가사다리차와 굴절사다리차로 나뉘고 그외 방수탑차라는 것도 존재한다. 소방용의 사다리차는 주로 8톤 이상의 대형 화물차를 특장하지만 5톤 화물차를 소방용 사다리차로 특장하는 경우도 있다.

## 같이 보기
- 특장차
- 소방차
- 사다리
- 이사